# Okapi Aalst
Okapi Aalst is een basketbalclub uit Aalst die in de BNXT League actief is. 
De club werd opgericht in januari 1949 door Piet de Coninck van Noyen. Toen de club in 2001 failliet ging door financieel wanbeheer werd een doorstart gemaakt en werd de naam gewijzigd in Okapi Aalstar. De huidige ploeg grijpt sinds juni 2020 terug naar de originele ploegnaam.
De club speelde afwisselend in de verschillende divisies van het basket maar is ondertussen een vaste waarde in de hoogste klasse van het mannen basketbal.

## Faling in 2001 en heropstanding
Eind de jaren 90 bouwde de club een enorme schuldenberg op. Dit kwam op 25 januari 1999 eenduidig aan de oppervlakte toen het bestuur de boeken neerlegde bij de rechtbank. Ook de spelers dreigden met een staking omdat de lonen niet werden uitbetaald. Burgemeester Anny De Maght kon dankzij de hulp van enkele sponsors en een persoonlijke bijdrage en borgstelling van ongeveer 250.000 euro meest dringende schulden wegwerken waardoor de club nog even verder actief kon blijven in de hoogste basketafdeling.
De operatie bracht geen soelaas, integendeel, de put werd steeds dieper wat de relatie tussen de burgemeester en stad enerzijds en de club anderzijds verder bemoeilijkte.
In mei 2001 bleek de totale schuld opgelopen tot 55 miljoen frank (1,4 miljoen euro), ongeveer even hoog als het jaarbudget. De grootste schuldeiser waren de fiscus, de RSZ en de stad Aalst.
Op 14 juni 2001 verklaarde de rechtbank te Dendermonde de club failliet.
In samenwerking met het stadbestuur en enkele lokale sponsors werd na de oprichting van een nieuwe VZW (Okapi Aalstar) snel een oplossing gevonden voor de club door het opkopen van de licentie van basketbalclub Ronse en te herstarten in tweede klasse onder de naam Okapi Aalstar. Na 5 jaar steeg de club opnieuw naar de hoogste klasse en werd van een gezond financieel beleid een absolute prioriteit gemaakt binnen de nieuw opgerichte VZW.

## Seizoen 2007-2008
Aalstar heeft er een kwakkelseizoen gekruid met hopen blessures op zitten. Toch behalen zij de playoff-gerechtigde zesde plaats. Ze komen uit tegen Oostende, dat gedoodverfd favoriet is. In een best-of-three-kwartfinale verliest BC Oostende aanvankelijk verrassend hun eerste thuiswedstrijd, waardoor Aalstar op een 1-0-voorsprong komt te staan. Oostende, dat in de reguliere competitie 3e eindigde, verliest daarop ook de uitwedstrijd in het Generali Forum, de thuisbasis van Okapi Aalstar. Deze wedstrijd ging de geschiedenis in als een van de meest spannende die er geweest zijn in de Ethias-League, nadat Okapi een hele wedstrijd tot bijna 20 punten voorsprong had, sleepte Oostende nog verlengingen uit de brand. Hierin werden zij verrassend toch nog uitgeschakeld.
De halve finale werd tegen Bree gespeeld, maar hier ging Okapi ten onder, eveneens in twee wedstrijden, aan een superieur Bree, dat het in een best-of-five-finale in drie wedstrijden moest afleggen tegen Spirou Charleroi.

## Seizoen 2010-2011

#### Reguliere competitie
Okapi Aalstar start dit seizoen met een ploeg vol nieuwe gezichten. Maar al gauw blijkt dat de club opnieuw een stap voorwaarts zet met enkele zeer degelijke spelers en een spectaculaire speelstijl. Even dreigt een ernstige blessure van Damon Huffman roet in het eten te gooien, maar dit wordt goed opgevangen door de aanwerving van Alex Ruoff.
In sommige voorbeschouwingen op het seizoen wordt Okapi Aalstar als een mogelijke outsider voor de titel naar voor geschoven.
Okapi Aalstar werkt een indrukwekkende heenronde af en blijft lang in het kielzog van titelfavoriet en Euroleague-team Spirou Charleroi. In de terugronde krijgt Okapi Aalstar meer nederlagen te slikken, maar door de uitmuntende eerste seizoenshelft geeft Okapi de tweede plaats in de stand niet meer uit handen. Het trio Copeland, Young en Hilliard ontpopt zich tot smaakmakers in onze competitie.

#### Play-offs
In de halve finale benut Okapi ten volle het thuisvoordeel om Dexia Mons-Hainaut in drie wedstrijden uit te schakelen. In de finale blijkt regerend landskampioen Charleroi ongenaakbaar. Charleroi heeft in eigen Spiroudôme nog een taaie klant aan Okapi, maar speelt twee dagen nadien in het Generali Forum de Aalstenaars van het parket met een ware "Euroleague-prestatie".

#### Beker van België
Okapi ontmoet in de kwartfinale Charleroi. In Charleroi lijden de Ajuinen een forse nederlaag. Een uitschakeling lijkt dan ook nabij. Maar in de terugwedstrijd maakt Okapi het de landskampioen knap lastig en strandt het team van coach Dean op enkele punten van een halve finale.

#### Europese competitie
De tegenvaller van het seizoen 2010-2011 is de vroegtijdige uitschakeling in de voorronde van de FIBA EuroChallenge door het Zweedse Norrköping Dolphins.

## 2012-2013
Het team van Aalst werkte een mooi parcours af in de EuroChallenge, met o.a. een kwalificatie voor de final 16.
Ook kwalificeert het team zich voor de finale van de beker van België door voorbij Kangoeroes Boom en Leuven Bears te gaan.
Deze finale wordt in de Lotto Arena afgewerkt en wordt gewonnen na een verlenging door Aalst met 96-89, ondanks een 16-punten achterstand na het derde quarter.

## 2013-2014
Okapi Aalstar eindigde vijfde, met evenveel punten als Luik, waardoor ze verder doen in de play-offs. De eerste ontmoeting vond plaats tegen Luik, waar bij Luik het thuisvoordeel had. Okapi moest twee keer winnen om naar de volgende ronde door te gaan. De eerste wedstrijd in Luik was een nederlaag, maar de volgende twee wedstrijden won Okapi. Hierna speelde Okapi tegen Mons Hainaut, nu moest ze voor de finale drie keer winnen, met thuisvoordeel voor Mons. De eerste wedstrijd won Okapi, de volgende twee verloor men, en de volgende twee won men opnieuw. In de finale werd in en tegen Oostende pas in de vijfde wedstrijd de duimen gelegd.

## 2014-2015

### Competitie
In dit seizoen start Okapi zeer goed aan het seizoen met zeven zeges op rij. In het midden van het seizoen begon de Aalsterse motor te sputteren, waardoor ze nipt op de vijfde plaats bleven steken. Op  het einde van het seizoen zet Okapi nog een knappe reeks neer waardoor het tweede eindigt in de reguliere competitie.
In de kwartfinale zetten de Aalstenaars, Luik in drie duels opzij. Hiervoor hebben ze onder andere een verlenging nodig. In de halve finale komt Okapi uit tegen Bergen.

### Beker
In de achtste finales won Okapi  de heenmatch van  in Waregem met meer dan 50 punten verschil. Waardoor ze met één been in de kwartfinales zaten. In de kwartfinale versloegen ze de Leuven Bears, zowel thuis als op verplaatsing. In de halve finale werd echter twee maal verloren van Luik.

### Eurochallenge
In de Eurochallenge won Okapi vijf van de zes wedstrijden in groep C, waardoor ze doorstoten de tweede ronde. In deze ronde kan Okap twee van de vijf wedstrijden winnen waardoor ze vierde en laatste eindigen in groep I.

## 2015-2016
In 2016 krijgt Okapi Aalstar een nieuwe hoofdsponsor: Crelan. Een doel is opnieuw meer Belgen te laten spelen en langere spelers terug te zoeken. In dit seizoen strandde Okapi in de finale tegen Oostende, waardoor het vice-kampioen werd.

## 2018-2019
Opnieuw een moeilijk seizoen voor Crelan Okpai Aalstar met het ontslag van trainer Jean-Marc Jaumain en een teleurstellende zesde plaats. Crelan Okapi Aalstar verloor kansloos in de eerste ronde van de play-offs van kampioen Oostende. Tot juli 2019 waren de activiteiten ondergebracht in een VZW. Vanaf dan nam de vennootschap Tragel Invest (BV) alle basketgerelateerde activiteiten over en werd de na de faling opgerichte VZW ontbonden.

## Erelijst
- Beker van België: 2012
  - Finalist: 1964, 1998, 2013

- Belgisch landskampioen
  - Tweede: 2011, 2014, 2016

- Belgische Supercup: 2012, 2013

## Seizoenen
- Okapi Aalstar in het seizoen 2019/20
- Okapi Aalst in het seizoen 2020/21
- Okapi Aalst in het seizoen 2021/22
- Okapi Aalst in het seizoen 2022/23
- Okapi Aalst in het seizoen 2023/24
- Okapi Aalst in het seizoen 2024/25

## Resultaten
| Seizoen | Competitie    | Niv. | Reg | Play-offs    | Play-offs    | Beker          |
| ------- | ------------- | ---- | --- | ------------ | ------------ | -------------- |
| 2002/03 | Tweede klasse | II   | ?   | ?            | ?            |                |
| 2003/04 | Tweede klasse | II   | ?   | ?            | ?            |                |
| 2004/05 | Tweede klasse | II   | ?   | ?            | ?            |                |
| 2005/06 | Tweede klasse | II   | ?   | Goud         | Goud         |                |
| 2006/07 | Eerste klasse | I    | 5e  | -            | -            |                |
| 2007/08 | Eerste klasse | I    | 6e  | Halve finale | Halve finale | Halve finale   |
| 2008/09 | Eerste klasse | I    | 3e  | Halve finale | Halve finale | Halve finale   |
| 2009/10 | Eerste klasse | I    | 4e  | Kwartfinale  | Kwartfinale  | Halve finale   |
| 2010/11 | Eerste klasse | I    | 2e  | Zilver       | Zilver       | Kwartfinale    |
| 2011/12 | Eerste klasse | I    | 4e  | Kwartfinale  | Kwartfinale  | Goud           |
| 2012/13 | Eerste klasse | I    | 4e  | Halve finale | Halve finale | Zilver         |
| 2013/14 | Eerste klasse | I    | 5e  | Zilver       | Zilver       | Kwartfinale    |
| 2014/15 | Eerste klasse | I    | 2e  | Halve finale | Halve finale | Halve finale   |
| 2015/16 | Eerste klasse | I    | 3e  | Zilver       | Zilver       | Halve finale   |
| 2016/17 | Eerste klasse | I    | 4e  | Kwartfinale  | Kwartfinale  | Halve finale   |
| 2017/18 | Eerste klasse | I    | 4e  | Halve finale | Halve finale | Kwartfinale    |
| 2018/19 | Eerste klasse | I    | 7e  | Kwartfinale  | Kwartfinale  | Kwartfinale    |
| 2019/20 | Eerste klasse | I    | 8e  | -            | -            | Halve finale   |
| 2020/21 | Eerste klasse | I    | 4e  | Kwartfinale  | Kwartfinale  | Halve finale   |
| Seizoen | Competitie    | Niv. | Reg | Play-offs    | Play-offs    | Beker          |
| Seizoen | Competitie    | Niv. | Reg | NAT          | BNXT         | Beker          |
| 2021/22 | BNXT League   | I    | 8e  | -            | 3e ronde     | Halve finale   |
| 2022/23 | BNXT League   | I    | 7e  | -            | 2e ronde     | Achtste finale |
| 2023/24 | BNXT League   | I    | 11e | -            | -            | Achtste finale |
| 2024/25 | BNXT League   | I    | 13e | -            | -            | Kwartfinale    |
| 2025/26 | BNXT League   | I    |     |              |              |                |

## Oud-spelers
Bekende oude (top)spelers van Okapi Aalst waren:
- Darren Queenan
- Charles Pittman
- Darren Engeland
- Mike Doyle
- Thomas Van Den Spiegel
- Pieter Loridon
- Boro Vucevic
- Steve Ibens
- Werner Van Nimmen
- Frank Van Impe
- Chris Copeland

Aalst · Antwerpen · Bergen · Brussel · Charleroi · Den Bosch · Den Helder · Groningen · Hasselt · Kortrijk · Leeuwarden · Leiden · Leuven · Mechelen · Oostende · Rotterdam · Weert · Zwolle